# Веслування на байдарках і каное на літніх Олімпійських іграх 1948
Змагання з веслування на байдарках і каное в програмі літніх Олімпійських ігор 1948 включають в себе лише спринтерські гонки. 

## Медальний залік
| Місце                | Країна               | Золото | Срібло | Бронза | Загалом |
| -------------------- | -------------------- | ------ | ------ | ------ | ------- |
| 1                    | Швеція (SWE)         | 4      | 0      | 0      | 4       |
| 2                    | Чехословаччина (TCH) | 3      | 1      | 0      | 4       |
| 3                    | Данія (DEN)          | 1      | 2      | 0      | 3       |
| 3                    | США (USA)            | 1      | 2      | 0      | 3       |
| 5                    | Фінляндія (FIN)      | 0      | 1      | 2      | 3       |
| 6                    | Канада (CAN)         | 0      | 1      | 1      | 2       |
| 6                    | Норвегія (NOR)       | 0      | 1      | 1      | 2       |
| 8                    | Нідерланди (NED)     | 0      | 1      | 0      | 1       |
| 9                    | Франція (FRA)        | 0      | 0      | 4      | 4       |
| 10                   | Австрія (AUT)        | 0      | 0      | 1      | 1       |
| Загалом (10 збірних) | Загалом (10 збірних) | 9      | 9      | 9      | 27      |

## Результати

### Чоловіки
| Дисципліна                 | Золото                                              | Срібло                                       | Бронза                                        |
| -------------------------- | --------------------------------------------------- | -------------------------------------------- | --------------------------------------------- |
| Каное-одиночки, 1000 м     | Йозеф Голечек (TCH)                                 | Дуглас Беннетт (CAN)                         | Робер Бутіньї (FRA)                           |
| Каное-одиночки, 10000 м    | Франтішек Чапек (TCH)                               | Френк Гевенс (USA)                           | Норман Лейн (CAN)                             |
| Каное-двійки, 1000 м       | Чехословаччина (TCH) Ян Брзак-Фелікс Богуміл Кудрна | США (USA) Стівен Лисак Стівен Макновский     | Франція (FRA) Жорж Дрансар Жорж Ганділь       |
| Каное-двійки, 10000 м      | США (USA) Стівен Лисак Стівен Макновский            | Чехословаччина (TCH) Вацлав Гавел Їржі Пецка | Франція (FRA) Жорж Дрансар Жорж Ганділь       |
| Байдарки-одиночки, 1000 м  | Герт Фредрікссон (SWE)                              | Юган Андерсен (DEN)                          | Анрі Ебергарт (FRA)                           |
| Байдарки-одиночки, 10000 м | Герт Фредрікссон (SWE)                              | Курт Вірес (FIN)                             | Ейвінд Скабо (NOR)                            |
| Байдарки-двійки, 1000 м    | Швеція (SWE) Ганс Берглунд Леннарт Клінгстрем       | Данія (DEN) Ейвінд Гансен Бернгард Єнсен     | Фінляндія (FIN) Тор Аксельссон Нільс Бйорклеф |
| Байдарки-двійки, 10000 м   | Швеція (SWE) Гуннар Окерлунд Ганс Веттерстрем       | Данія (DEN) Івар Матісен Кнут Естбю          | Фінляндія (FIN) Тор Аксельссон Нільс Бйорклеф |

### Жінки
| Дисципліна               | Золото           | Срібло                           | Бронза              |
| ------------------------ | ---------------- | -------------------------------- | ------------------- |
| Байдарки-одиночки, 500 м | Карен Гофф (DEN) | Аліда ван дер Анкер-Дуденс (NED) | Фріці Швінгль (AUT) |